# One OK Rock
Gli One OK Rock sono un gruppo rock giapponese.
I membri del gruppo sono Taka, Toru, Ryota e Tomoya. Originariamente c'era un quinto membro, Alex, che lasciò il gruppo nel 2009. Diversi loro singoli sono entrati nella Oricon chart catapultandoli come uno dei gruppi più promettenti nella scena rock giapponese.

## Storia

### 2005-2006: Fondazione
Nel 2005 Toru, studente delle superiori insieme ad Alex, Ryota e Tomo, decide di formare un gruppo. Chiede quindi a Ryota, precedentemente membro con Toru del gruppo hip hop Heads, di imparare a suonare il basso, e invita Alex ad unirsi a loro. Toru nel maggio dello stesso anno, dopo aver visto Taka cantare in una cover band, gli propone di diventare il loro cantante.
Il loro primo concerto si tiene a luglio al New Power Generation Vol. 3. Dopo aver firmato un contratto con l'etichetta Amuse, Inc., il batterista Tomo lascia la band per seguire la carriera di attore.
A succedergli sarà Tomoya Kanki, che frequentò l'ESP (Accademia Musicale) e a quei tempi già membro di un'altra band. Decise quindi di lasciare il gruppo e di unirsi ai ONE OK ROCK come membro di supporto, per poi diventarne solo nel 2007 un membro ufficiale.
Il nome del gruppo proviene dall'espressione inglese one o'clock, l'orario in cui erano soliti esercitarsi nei fine settimana. Nella lingua giapponese non esiste differenza di suono tra la L e la R, per cui o'clock divenne o'krock, e infine ok rock, facendo riferimento al loro stile musicale.

### 2006-2009: Album di debutto
Il 26 luglio 2006 esce il primo EP di debutto One OK Rock. Nell'aprile del 2007, Tomoya entra ufficialmente a far parte del gruppo, proprio prima dell'uscita del singolo Naihi Shinsho (内秘心書) che segna il loro debutto con una major. A seguire partecipano a diversi festival ed eventi, e un tour che vede club e lo Zepp Tokyo sold out.
Il loro secondo single Yume Yume (ゆめゆめ) raggiunge la posizione 43 nell'Oricon Chart. Pubblicarono il loro primo album nel 2007 Zeitakubyō. Non molto tempo dopo uscì il loro secondo album Beam of Light nel maggio 2008.
In un'intervista con i Rockin'On Magazine nel giugno del 2012, gli ONE OK ROCK dichiararono che non contano Beam of Light come album vero e proprio, ma più come crescita e formazione del gruppo. Per questo nessuna delle canzoni presente nell'album viene suonata nei recenti live.
Kanjō Effect viene pubblicato nel novembre del 2008, subito dopo viene registrato un DVD con la loro esibizione allo Shibuya-AX.
Il 5 aprile del 2009 Alex fu arrestato per molestie ai danni di una ragazza su una metropolitana. Il singolo che era in procinto di uscire e il tour nazionale furono entrambi cancellati e le attività del gruppo sospese. Il 13 maggio venne ufficializzato che Alex avrebbe lasciato il gruppo e che gli altri membri sarebbero rimasti inattivi per qualche tempo.

### 2010: Nuova formazione
A settembre del 2009 la band riprende l'attività senza Alex, partecipando a diversi festival (Rock in Japan, Summer Sonic, Monster Bash) e nel febbraio del 2010 esce il nuovo singolo Kanzen Kankaku Dreamer (完全感覚Dreamer), raggiungendo il nono posto della Oricon Chart. A giugno dello stesso anno pubblicano il quarto album Niche Syndrome.
Il 28 novembre del 2010 tengono il loro primo concerto al Budokan.
Il loro successivo singolo Answer is Near esce il 16 febbraio 2011, seguito da un doppio singolo Re:make/No Scared il 20 luglio dello stesso anno. NO SCARED viene usata come colonna sonora per il videogame Black Rock Shooter.
Il quinto album della band Zankyo Reference viene pubblicato il 5 ottobre 2011.
Nel gennaio 2012 tengono il loro tour finale, alla Yokohama Arena, in due date con posti esauriti con 24.000 spettatori. Nell'aprile dello stesso anno esce il DVD ONE OK ROCK Yokohama Arena Special Final.
Il 22 agosto del 2012 esce il singolo The Beginning e la canzone omonima viene usata come sigla di chiusura per il film Rurōni Kenshin, uscito il 28 agosto nelle sale cinematografiche del Giappone. The Beginning raggiunge il 5º posto nella top 30 della Oricon Chart. Il brano è anche il primo singolo estratto dal sesto album in studio della band, Jinsei × Boku =, pubblicato il 6 marzo 2013.
Nell'ottobre 2013 il gruppo ha tenuto il suo primo concerto europeo facendo meta in varie città tra le quali Colonia (Germania), Londra e Parigi.
Il 12 gennaio 2014 il loro produttore John Feldmann annuncia su Twitter che gli ONE OK ROCK hanno già cominciato a registrare il loro nuovo album.
Inoltre hanno eseguito anche i loro primi concerti dal vivo a New York e a Los Angeles nel febbraio 2014.
L'11 gennaio 2017 pubblicano il loro settimo album in studio sotto l'etichetta discografica A-Sketch mentre il 13 gennaio dello stesso anno rilasciano la versione internazionale sotto l'etichetta americana Fueled by Ramen.

### 2018–20:Eye of the Storm
Il 16 febbraio 2018 hanno pubblicato il loro primo singolo del 2018, Change. La canzone è stata composta dal cantante Taka insieme al produttore del gruppo per uno spot HondaJet. La band rimase relativamente silenziosa per tutto il resto dell'anno (con l'eccezione di intraprendere il loro Ambitions Dome Tour in Giappone, annunciato l'anno precedente), fino all'annuncio di un piccolo tour di quattro date con un'orchestra in Giappone alla fine di ottobre, così come un piccolo tour europeo a dicembre.
Il 23 novembre la band ha annunciato il loro prossimo album, Eye of the Storm. Il secondo singolo, "Stand Out Fit In", considerato il primo singolo dell'album, è stato pubblicato lo stesso giorno con un video musicale. Anche Change è stato inserito nell'album. Il 1º febbraio 2019 la band ha pubblicato il terzo e ultimo singolo dall'album, Wasted Nights. La canzone servirà come sigla del film Kingdom. La cantautrice americana Kiiara è l'unica ospite dell'album nella traccia In the Stars, che funge da colonna sonora del film Fortuna's Eye.
La band è stata in tour con Waterparks e Stand Atlantic in un tour da headliner in Nord America nei mesi di febbraio e marzo per supportare Eye Of The Storm. Hanno anche supportato Ed Sheeran nella seconda tappa asiatica del ÷ Tour tra aprile e inizio maggio, e si sono esibiti in un tour da headliner in Europa per il resto di maggio, con il supporto della band dream pop Anteros e del produttore Dan Lancaster. Gli One OK Rock hanno suonato un breve tour negli Stati Uniti in Oregon, California e Messico nel mese di luglio, durante il quale hanno anche suonato al Warped Tour. Il gruppo rock Weathers ha servito da supporto durante questo tour. One OK Rock ha effettuato un tour nell'arena del Giappone da settembre 2019 a gennaio 2020. Nel marzo del 2020 la band ha fatto un tour in Australia con la band pop rock americana Set It Off e la band pop punk australiana Stateside che fungeva da supporto. La band doveva terminare il tour con una tappa asiatica che si estendeva da aprile a luglio 2020. Tuttavia, il 17 marzo 2020, la band ha annunciato che le date del tour sarebbero state posticipate a causa della pandemia di COVID-19, con gli spettacoli in definitiva annullati.
Eye Of The Storm è stato rilasciato in Giappone il 13 febbraio 2019, tramite A-Sketch e fuori dal Giappone il 15 febbraio 2019, tramite Fueled By Ramen.

### 2020: decimo album
Il 24 agosto 2020 la band ha annunciato un concerto in streaming in diretta nello stadio, intitolato Field of Wonder, che si è svolto allo ZOZO Marine Stadium di Chiba, in Giappone, l'11 ottobre 2020. Il concerto è stato trasmesso al pubblico di tutto il mondo ed è stata la prima esibizione della band dall'inizio della pandemia COVID-19.
Nel 2021 la band lasciò Amuse Inc. e fondò la propria agenzia. La band ha fornito una colonna sonora per  Rurouni Kenshin: The Final, intitolata Renegades. La canzone è stata co-scritta da Ed Sheeran e il frontman dei Coldrain Masato Hayakawa ed è stata rilasciata il 16 aprile 2021, tramite Fueled By Ramen, sia per la versione giapponese che per quella internazionale.
Il 21 maggio la band, tramite il loro account di twitter, annuncia ai fan del loro primo evento livestream sul loro canale youtube. Il 27 maggio, durante la diretta gli One Ok Rock anticipano il nuovo singolo Broken Hearts of Gold per il film Ruronin Kenshin: The Beginning e la band ha annunciato una chiamata aperta per la presentazione di un video musicale da parte del pubblico. La canzone è stata pubblicata il 27 aprile 2021, tramite Fueled By Ramen per la versione internazionale mentre la versione in giapponese è uscita sul loro canale youtube. Durante il livestream annunciano un concerto in streaming in acustico per il 21 giugno.

### 2022:Luxury Disease
Dopo lo stop ad ogni tipo di evento a causa della pandemia da COVID-19, il gruppo riparte con il North America Tour suonando il nuovo album Luxury Disease, pubblicato nel settembre del 2022. Con questo tour in America la band riesce a segnare quasi tutte le date sold-out.
Il titolo del nuovo album si ispira al loro primo album Zeitaikuby, pubblicato in Giappone nel 2007.
Luxury Disease è stato descritto dal cantante Taka come un album che segna un nuovo inizio per la band, sia da un punto di vista musicale, sia da quello produttivo. 
Il 7 settembre 2022, a pochi giorni dall'uscita di Luxury Disease, pubblicano il singolo Vandalize, nonché colonna sonora usata per il videogioco Sonic Frontiers. È stata scelta esclusivamente una versione censurata in quanto all'origine il brano conteneva parole esplicite.
Il 24 agosto 2023 esce il singolo Make It Out Alive, canzone scritta per il videogioco Monster Hunter Now.

## Formazione

### Formazione attuale
- Toru (山下 亨 Yamashita Toru; nato a Osaka il 7 dicembre 1988) chitarrista e seconda voce. Leader del gruppo, contribuì ad alcune parti rap. Già membro del gruppo hip hop Heads.
- Taka (森田貴寛 Takahiro Morita; nato a Tokyo il 17 aprile 1988) cantante. Figlio di due famosi cantanti enka, Mori Shinichi (Moriuchi Kazuhiro) e Mori Masako (vero nome Morita Masako). Prima di debuttare con i One OK Rock, da settembre 2003 a dicembre 2003 è stato membro dei News, gruppo idol appartenente al Johnny's Entertainment. Dal 2004 fino al marzo 2005 è stato il cantante del gruppo Chivalry of Music, prima di unirsi stabilmente ai One Ok Rock.
- Ryota (小浜 良太 Kohama Ryota; nato a Osaka il 4 settembre 1989) bassista e coro. Anch'egli ex membro degli Heads.
- Tomoya (神吉 智也 Kanki Tomoya ; nato a Hyōgo il 27 giugno 1987) batterista e coro. Divenne batterista ufficiale proprio prima dell'uscita del Singolo Naihi Shinsho.

### Ex componenti
- Alex (Alexander Onizawa; nato il 19 marzo 1988 a San Francisco) chitarrista (2005–2009)
- Tomo (小柳友 Koyanagi Yuu) batterista prima del debutto ufficiale del gruppo. Lasciò il ruolo nel 2006 per seguire la carriera di attore. (2005–2006)

## Discografia

### Album in studio
| Anno | Titolo                                                    | Classifica | Vendite |
| Anno | Titolo                                                    | JPN        | Vendite |
| ---- | --------------------------------------------------------- | ---------- | ------- |
| 2007 | Zeitakubyō - Pubblicato: 21 novembre 2007                 | 15         | 26,000  |
| 2008 | Beam of Light - Pubblicato: 28 maggio 2008                | 17         | 13,000  |
| 2008 | Kanjō Effect - Pubblicato: 12 novembre 2008               | 13         | 22,000  |
| 2010 | Niche Syndrome - Pubblicato: 9 giugno 2010                | 4          | 111,261 |
| 2011 | Zankyo Reference - Pubblicato: 5 ottobre 2011             | 2          | 140,342 |
| 2013 | Jinsei × Boku = - Pubblicato: 6 marzo 2013                | 2          | 240,000 |
| 2015 | 35XXXV - Pubblicato: 11 febbraio 2015                     | 1          | 325,000 |
| 2017 | Ambitions - Pubblicato: 11 gennaio 2017                   | 1          | -       |
| 2019 | Eye of the Storm - Pubblicato: 13 febbraio 2019 (JP) (EN) | -          | -       |
| 2022 | Luxury Disease - Pubblicato: 9 settembre 2022             | -          | -       |

### EP
| Anno | Titolo                                     | Classifica Oricon | Classifica Oricon |
| Anno | Titolo                                     | Settimane         | Vendite           |
| ---- | ------------------------------------------ | ----------------- | ----------------- |
| 2006 | One Ok Rock - Pubblicato: 21 novembre 2006 | —                 | 11,200            |
| 2006 | Keep It Real - Pubblicato: 28 maggio 2006  | 102               | 5,300             |

### Singoli
| Anno | Titolo                                                                                      | Posizione Classifica      | Posizione Classifica               | Posizione Classifica | Oricon vendite | Album                   |
| Anno | Titolo                                                                                      | Oricon Classifica singoli | Billboard Billboard Japan Hot 100* | RIAJ digital tracks* | Oricon vendite | Album                   |
| --- | ------------------------------------------------------------------------------------------- | ------------------------- | ---------------------------------- | -------------------- | -------------- | ----------------------- |
| 2007 | Naihi Shinso (内秘心書?, Keep It Inside)                                                    | 48                        | —                                  | —                    | 15,000         | Zeitakubyō              |
| 2007 | Yume Yume (努努-ゆめゆめ-?, Absolutely)                                                     | 43                        | —                                  | —                    | 9,218          |                         |
| 2007 | Et Cetera (エトセトラ?, Eto Setora)                                                         | 29                        | —                                  | —                    | 6,700          |                         |
| 2008 | Hitsuzen Maker (必然メーカー?, Necessary Maker) †                                           | —                         | —                                  | —                    | —              | Beam of Light           |
| 2008 | Koi no Aibō Kokoro no Cupid (恋ノアイボウ心ノクピド?, Love Companion, Cupid of the Heart) † | —                         | —                                  | —                    | —              | Kanjō Effect            |
| 2010 | Kanzen Kankaku Dreamer (完全感覚Dreamer?, Perfect Sensation Dreamer)                        | 9                         | 45                                 | 53                   | 17,163         | Niche Syndrome          |
| 2010 | Jibun Rock (じぶんROCK?, Rock of Yourself) ‡                                                | —                         | —                                  | 98                   | —              |                         |
| 2011 | Answer Is Near (アンサイズニア)                                                             | 6                         | 13                                 | 27                   | 38,000         | Zankyo Reference        |
| 2011 | Re:make/NO SCARED                                                                           | 6                         | 10                                 | 21                   | 46,500         |                         |
| 2012 | The Beginning                                                                               | 5                         | —                                  | —                    | 84,251         | —                       |
| 2012 | the same as...                                                                              | —                         | 52                                 | —                    | —              | Jinsei × Boku =         |
| 2013 | Deeper Deeper/Nothing Helps                                                                 | 2                         | 3                                  | 1                    | 65,240*        |                         |
| 2013 | Clock Strikes                                                                               | —                         | 27                                 | 1                    | —              |                         |
| 2014 | Mighty Long Fall/Decision                                                                   | 2                         | 2                                  | 1                    | 83,738         | 35xxxv                  |
| 2015 | The Way Back - Japanese Version                                                             | —                         | 6                                  | —                    | —              | 35xxxv (Deluxe Edition) |
| 2016 | Always Coming Back                                                                          | —                         | 9                                  | —                    | —              | Ambitions               |
| 2016 | Taking Off                                                                                  | —                         | 4                                  | —                    | —              | Ambitions               |
| 2016 | Bedroom Warfare                                                                             | —                         | 20                                 | —                    | —              | Ambitions               |
| 2016 | I was King                                                                                  | —                         | 26                                 | —                    | —              | Ambitions               |
| 2017 | We Are                                                                                      | —                         | 4                                  | —                    | —              | Ambitions               |
| 2017 | American Girls                                                                              | —                         | —                                  | —                    | —              | Ambitions               |
| 2017 | Skyfall                                                                                     | —                         | —                                  | —                    | —              | —                       |
| 2018 | Change – Japanese Version                                                                   | —                         | 6                                  | —                    | —              | Eye of the Storm        |
| 2018 | Stand Out Fit In                                                                            | —                         | —                                  | —                    | —              | Eye of the Storm        |
| 2019 | Wasted Nights                                                                               |                           |                                    |                      |                | Eye of the Storm        |
| 2021 | Renegades                                                                                   |                           |                                    |                      |                | Luxury Disease          |
| 2021 | Broken Heart of Gold                                                                        |                           |                                    |                      |                | Luxury Disease          |
| 2021 | Wonder                                                                                      |                           |                                    |                      |                | Luxury Disease          |
| 2022 | Save Yourself                                                                               |                           |                                    |                      |                | Luxury Disease          |
| 2022 | Let Me Let You Go                                                                           |                           |                                    |                      |                | Luxury Disease          |
| 2022 | Vandalize                                                                                   |                           |                                    |                      |                | Luxury Disease          |
| "—" indica le uscite non presenti in classifica. *Japan Hot 100 aggiornato al febbraio 2008, RIAJ Digital Track Chart aggiornato ad aprile 2009. † singoli radiofonici. ‡ Pubblicato come CD a noleggio presso Tsutaya. |                                                                                             |                           |                                    |                      |                |                         |